# Faroa chalcophila
Faroa chalcophila är en gentianaväxtart som beskrevs av Peter Geoffrey Taylor. Faroa chalcophila ingår i släktet Faroa och familjen gentianaväxter. Inga underarter finns listade i Catalogue of Life.